# Susan Dey
Susan Hallock Dey (Pekin, 10 december 1952) is een voormalig Amerikaans actrice. Zij speelde onder meer Grace Van Owen in meer dan 120 afleveringen van L.A. Law en kreeg daarvoor in 1988 een Golden Globe. Dey werd voor dezelfde rol ook hiervoor genomineerd in 1989, 1990, 1991 en 1992 en tevens voor een Emmy Award in 1987, 1988 en 1989. Zij werd in 1973 één keer eerder genomineerd voor een Golden Globe voor haar rol in The Partridge Family, als Laurie Partridge.
Dey maakte in 1972 haar film- en acteerdebuut als Elly Brewster in Skyjacked. Vervolgens schreef zij meer dan 25 andere filmrollen op haar naam, alhoewel het overgrote deel in televisiefilms. Op televisie was zij te zien als wederkerend personage in meer dan 250 afleveringen van verschillende televisieseries, waarvan haar rollen in The Partridge Family en L.A. Law de meest omvangrijke waren.
Dey trouwde in 1988 met producent Bernard Sofronski, haar tweede echtgenoot. Eerder was zij van 1976 tot en met 1981 getrouwd met Lenny Hirshan, met wie zij in 1978 dochter Sarah Hirshan kreeg.

## Filmografie
*Exclusief 20+ televisiefilms
- Rain (2001)
- Avenged (1998)
- That's Adequate (1989)
- The Trouble with Dick (1987)
- Echo Park (1986)
- Looker (1981)
- First Love (1977)
- The Captive: The Longest Drive 2 (1976)
- Skyjacked (1972)

## Televisieseries
*Exclusief eenmalige gastrollen
- Third Watch -Dr. Breene (2004, twee afleveringen)
- Love & War -Wallis 'Wally' Porter (1992-1993, zes afleveringen)
- L.A. Law -Grace Van Owen (1986-1992, 126 afleveringen)
- Emerald Point N.A.S. -Celia Mallory Warren (1983-1984, 22 afleveringen)
- The Streets of San Francisco -Barbara 'Barbie' Ross (1976, twee afleveringen)
- S.W.A.T. -Janice (1975, twee afleveringen)
- The Partridge Family - Laurie Partridge (1970-1974, 96 afleveringen)

- Biblioteca Nacional de España: XX1492261
- Bibliothèque nationale de France: cb14171545x (data)
- Gemeinsame Normdatei: 1059086883
- International Standard Name Identifier: 0000 0000 7824 9659
- Library of Congress Control Number: n91026393
- MusicBrainz: 0ff07af3-f1b9-4da6-a33f-b4a0399397c7
- Nederlandse Thesaurus van Auteursnamen: 120981157
- SNAC: w6vv44nw
- Système universitaire de documentation: 16730917X
- Virtual International Authority File: 65644304
- WorldCat: E39PBJp9vxTXbrPpBbGyCFMQMP